# Tachygyna haydeni
Tachygyna haydeni là một loài nhện trong họ Linyphiidae.
Loài này thuộc chi Tachygyna. Tachygyna haydeni được Ralph Vary Chamberlin & Wilton Ivie miêu tả năm 1939.